# 传授三洞经戒法箓略说
《传授三洞经戒法箓略说》是唐朝时道士张万福著作的讲述道教戒律的著作。分为上下2卷。
书中提出戒律之所以不同，是由于要根据不同的传授对象而分别对待。书中还介绍了各派戒律。提出“修道即修心”的主张，注重“心”在修道中的重要作用。